# ヤシン・アドリ
ヤシン・アドリ（Yacine Adli，アラビア語: ياسين عدلي，2000年7月29日 - ）は、フランス・イル＝ド＝フランス地域圏ヴァル＝ド＝マルヌ県ヴィトリー＝シュル＝セーヌ出身のサッカー選手。ACFフィオレンティーナ所属。ポジションはミッドフィールダー。

## クラブ経歴

### パリ・サンジェルマンFC
2018年5月19日、リーグ・アン最終節のSMカーン戦において後半83分、クリストファー・エンクンクとの交代で途中出場し、プロデビューを果たした。2018年6月に、前PSG監督のウナイ・エメリが監督に就任したアーセナルFCに移籍すると報じられたが、7月2日、PSGと2021年までの最初のプロ契約を結んだ。

### FCジロンダン・ボルドー
2018-19シーズンの冬の移籍市場の最終日である2019年1月31日、アドリはリーグのライバルであるボルドーに加入した。4年半契約。この移籍には550万ユーロの手数料と40％の売却条項が含まれている。
2019-20シーズンの2019年9月25日、リーグ・アン第7節アミアンSC戦にてスタメン起用、前半8分、相手GKのパスボールをオタヴィオがワンタッチでパスカット＆パスしたボールを、アドリがトラップ後に右足を振り抜き、相手ゴールネット右隅に収めてプロ初ゴールを決めると、後半開始直後の45分に相手DFのファウルで得たフリーキックを、今度は左のゴールポストに当ててネットを揺らし、1試合2ゴールを決めた。

### ACミラン
2021年8月31日、5年契約でACミランに完全移籍。なお、2021-22シーズンは引き続き期限付き移籍の形でボルドーに留まる。
2022年8月27日、2022-23シーズン第3節ボローニャFC戦にて後半62分、イスマエル・ベナセルと交代でセリエAデビューを飾った。
2024年1月14日、セリエA第20節ASローマ戦ホームにおいて前半11分、タイアニ・ラインデルスからボールを受け、相手DF一人を躱して左足でゴール右隅にシュートしゴール、セリエA初ゴールをマークした。
2024年8月28日、ACFフィオレンティーナへ2025年6月30日までの買取オプション付きローンで移籍。

## 代表経歴
U-17フランス代表として、UEFA U-17欧州選手権2017と2017 FIFA U-17ワールドカップに出場した。U-17欧州選手権2017では、グループリーグのU-17フェロー諸島代表戦でゴールを挙げ、グループリーグの3試合で5アシストを記録した。U-17ワールドカップ2017では、U-17ホンジュラス代表戦でゴールを挙げ、欧州選手権同様にグループリーグの3試合で5アシストを記録した。決勝トーナメントでU-17スペイン代表に敗れた。
U-19フランス代表として、UEFA U-19欧州選手権2018に出場した。

## エピソード
- ジョージ・ウェアの息子と一緒に練習中、彼からロベルト・バッジョを模範とするように言われ、その通りに模範としていることを明かした[20]。

## 個人成績
2025年5月30日 現在
| クラブ                    | シーズン | リーグ戦       | リーグ戦 | リーグ戦 | 国内カップ | 国内カップ | リーグ杯 | リーグ杯 | 国際大会 | 国際大会 | その他 | その他 | 合計 | 合計 |
| クラブ                    | シーズン | ディヴィジョン | 出場     | 得点     | 出場       | 得点       | 出場     | 得点     | 出場     | 得点     | 出場   | 得点   | 出場 | 得点 |
| ------------------------- | -------- | -------------- | -------- | -------- | ---------- | ---------- | -------- | -------- | -------- | -------- | ------ | ------ | ---- | ---- |
| PSG                       | 2017–18  | リーグ1        | 1        | 0        | 0          | 0          | 0        | 0        | 0        | 0        | 0      | 0      | 1    | 0    |
| PSG                       | 2018–19  | リーグ1        | 0        | 0        | 0          | 0          | 0        | 0        | 4        | 1        | 0      | 0      | 4    | 1    |
| PSG                       | 通算     | 通算           | 1        | 0        | 0          | 0          | 0        | 0        | 4        | 1        | 0      | 0      | 5    | 1    |
| ボルドー                  | 2018-19  | リーグ1        | 7        | 0        | 0          | 0          | 0        | 0        | 0        | 0        | 0      | 0      | 7    | 0    |
| ボルドー                  | 2019-20  | リーグ1        | 21       | 3        | 2          | 0          | 2        | 0        | 0        | 0        | 0      | 0      | 25   | 3    |
| ボルドー                  | 2020-21  | リーグ1        | 35       | 2        | 1          | 0          | 0        | 0        | 0        | 0        | 0      | 0      | 36   | 2    |
| ボルドー                  | 2021-22  | リーグ1        | 36       | 1        | 0          | 0          | 0        | 0        | 0        | 0        | 0      | 0      | 36   | 1    |
| ボルドー                  | 通算     | 通算           | 99       | 6        | 3          | 0          | 2        | 0        | 0        | 0        | 0      | 0      | 104  | 6    |
| ミラン                    | 2022-23  | セリエA        | 6        | 0        | 0          | 0          | 0        | 0        | 0        | 0        | 0      | 0      | 6    | 0    |
| ミラン                    | 2023-24  | セリエA        | 24       | 1        | 2          | 0          | 0        | 0        | 7        | 0        | 0      | 0      | 33   | 1    |
| ミラン                    | 通算     | 通算           | 30       | 1        | 2          | 0          | 0        | 0        | 7        | 0        | 0      | 0      | 39   | 1    |
| フィオレンティーナ (loan) | 2024-25  | セリエA        | 26       | 4        | 0          | 0          | 0        | 0        | 9        | 1        | 0      | 0      | 35   | 5    |
| 総通算                    | 総通算   | 総通算         | 156      | 11       | 5          | 0          | 2        | 0        | 20       | 2        | 0      | 0      | 183  | 13   |

## タイトル
パリ・サンジェルマンFC
- リーグ・アン : 2017-18